# Кавун Василь Михайлович
Васи́ль Миха́йлович Каву́н (14 серпня 1928, Кобринове — 8 серпня 2009, Київ) — державний та партійний діяч Української РСР, голова виконкому Вінницької облради (1970–1978), перший секретар Житомирського обласного комітету КПУ (1978–1989), депутат Верховної Ради СРСР 6—11-го скликань, Народний депутат СРСР у 1989–1991 роках, Народний депутат України 2-го скликання, Герой Соціалістичної Праці (28.02.1962), кандидат сільськогосподарських наук, Почесний громадянин Житомира, член ЦК КПУ в 1971—1990 роках, член ЦК КПРС у 1961—1990 роках.

## Біографія
Народився 14 серпня 1928 року в селі Кобринове Тальнівського району Черкаської області в родині селян-бідняків, де виховувалося одинадцятеро дітей.
Школярем працював на різних роботах у місцевому колгоспі, а по закінченні середньої школи вступив до Уманського сільськогосподарського інституту, який закінчив 1953 року.
По закінченні навчання, за направленням інституту, у 1953 році почав працювати на посаді агронома колгоспу «40-річчя Жовтня» Бершадського району Вінницької області. У 1953—1958 роках — голова сусіднього колгоспу імені Куйбишева Теплицького району Вінницької області. Член КПРС з 1954 року.
Коли в колгоспі села Шляхова сусіднього Бершадського району, де в одне господарство (колгосп імені Сталіна, потім колгосп імені XXII з'їзду КПРС) об'єдналося три колгоспи, виникла проблема з керівником, порекомендували на цю посаду Василя Кавуна, знаного господарника. Так 1958 року В. М. Кавун очолив господарство зі Шляхової, де колективне поле становило вісім тисяч гектарів землі — найбільше на Вінниччині.
Під час його керівництва господарство почало використовувати прогресивні технології рільництва, застосовувати перспективні районовані сорти зернових та технічних культур, розводити поголів'я породних тварин. Колгосп з року в рік досягав найвищих виробничих показників не лише в районі та області, але і в республіці та СРСР, за що, 28 лютого 1962 року, голові колгоспу В. М. Кавуну було присвоєне звання Героя Соціалістичної Праці.
Тогочасний керівник партії й уряду Микита Хрущов неодноразово бував у Шляховій, орієнтував керівників господарств держави на рівень роботи В. М. Кавуна. Тут щороку гарантовано отримували високі врожаї польових культур, добивалися рекордної віддачі громадського тваринництва.
1967 року, на Всесвітній виставці сільського господарства в Монреалі — Канада, господарство зі Шляхової представляло колгоспний лад Радянського Союзу. Делегацію від країни на всіх рівнях презентував голова цього колгоспу, який уже вдруге обирається депутатом Верховної Ради СРСР і членом Президії Верховної Ради СРСР (куди обирався чотири рази підряд).
19 травня 1970 року Кавуна було обрано головою виконавчого комітету Вінницької обласної ради народних депутатів. На цій посаді він працював до травня 1978 року.
Перший секретар Вінницького обкому КПУ В. М. Таратута не раз скаржився своїм партійним зверхникам на те, що йому важко в області чітко проводити «лінію партії», оскільки цьому іноді перешкоджає член ЦК КПРС, депутат Верховної Ради СРСР, Герой Соціалістичної Праці В. М. Кавун, який підходить з позиції не партійної доцільності, а власної оцінки подій. Тому було прийнято рішення розвести в просторі В. М. Таратуту і В. М. Кавуна. Останнього призначили першим секретарем Житомирського обкому партії.
На посаді 1-го секретаря Житомирського обласного комітету КПУ В. М. Кавун працював з травня 1978 до грудня 1989 року.
Найбільше чого він досягнув у роботі — зумів побудувати в області сотні кілометрів доріг із твердим покриттям, асфальтових трас. За часів В. М. Кавуна будівництво шляхів сполучення в області вважалося пріоритетною справою.
Перший секретар Житомирського обкому партії виявився серед тих комуністичних сил, які не сприйняли демократичного подиху перебудови. В. М. Кавун своїм соратникам тієї пори зізнавався, що він навіть намагався переконати М. С. Горбачова в згубності курсу перебудови. У пресі збереглася позиція, якої він притримувався щодо цього. В. М. Кавун тоді казав: «Втямивши, до чого все йде, я прагнув переконати Михайла Горбачова в помилковості затіяного ним».
Перебудова, гласність вивели з ладу колись могутню машину впливу через репресивні органи на думки, помисли, вчинки людей. В. М. Кавун цього не зрозумів. Він вимагав приструнити тих, хто виводив людей на протестні антикомуністичні мітинги, демонстрації. А це вже не вдавалося. В області, як і по всьому Союзу, прокочується хвиля мітингів і демонстрацій. Тут створюється перша в Україні опозиційна владі регіональна організація «Громадянський фронт сприяння перебудові» на чолі з Аллою Ярошинською, метою діяльності якої була боротьба з системою — за права, честь і гідність людини, свободу слова.
Під час виборів народних депутатів СРСР у 1989 році балотувався по Бердичівському територіальному окрузі Житомирської області. Своєрідним супротивником В. М. Кавуна стала неформальний лідер демократичних мас журналістка Алла Ярошинська. Виборці, які посміли висловити на мітингах в Бердичеві протест проти В. М..Кавуна, були потягнуті до судів та оштрафовані, серед них — інваліди війни. Організував та очолив безпрецедентне шельмування кандидата в народні депутати СРСР журналістки Алли Ярошинської та її довірених осіб. Всього по Житомиру та області в той час було притягнуто до міліції, судів та прокуратури майже сто активістів, — це були політичні переслідування інакодумців вже за часів перебудови.
18 грудня 1989 року після роботи Комісії ЦК КП України, що вивчала політичну ситуацію на Житомирщині, В. М. Кавун написав прохання про відставку і повернувся в село Шляхова, в рідний колгосп «Світанок», де його знову обрали головою правління.
У 1994 році позапартійний В. М. Кавун обраний народним депутатом України від Бершадського виборчого округу № 054.
У період його правління на Житомирщині було здійснено декілька масштабних проектів, разом з тим, В. Кавун був і своєрідним символом застою, шельмування найкращих людей тогочасного суспільства і ганебного кінця тоталітарної комуністичної системи. В. М. Кавун неодноразово обирався членом ЦК КПРС — на партійних з'їздах і пленумах у 1961, 1966, 1971, 1976, 1981, 1986 роках. Депутат Верховної Ради СРСР 6-10-го скликань. Обирався Народним депутатом СРСР 1989 року в Бердичівському районі Житомирської області. Автор книги «Памятай: перед тобою — Людина!» (2004).
Помер Василь Михайлович Кавун 8 серпня 2009 року в одній із київських лікарень. Похований на Байковому кладовищі.
Особа, котра підпадає під дію закону України «Про засудження комуністичного та націонал-соціалістичного (нацистського) тоталітарних режимів в Україні та заборону пропаганди їхньої символіки», однак, Житомирська міська рада відмовляється демонтувати його погруддя, дошку та перейменовувати названу на його честь школу.

## Нагороди
- Герой Соціалістичної Праці (28.02.1962)
- п'ять орденів Леніна (26.02.1958, 28.02.1962, 31.12.1965, 14.02.1975, 12.08.1988)
- орден Жовтневої революції (27.08.1971)
- орден Трудового Червоного Прапора (11.08.1978)
- Почесна грамота Президії Верховної Ради Української РСР
- заслужений агроном Української РСР (8.10.1966)
- Почесний громадянин міста Житомир (2003)
- перший володар почесної відзнаки «За заслуги перед Житомирщиною» (2007)
- почесна грамота за багаторічну самовіддану працю, вагомий внесок у соціально-економічний розвиток області (1998)[4]

## Увічнення пам'яті

Могила Василя Кавуна

У квітні 2010 р. Житомирська обласна рада ухвалила рішення про увічнення пам'яті В. М. Кавуна. Згідно з ним, передбачені такі меморіальні заходи:
- встановити меморіальну дошку на будинку в м. Житомир, де проживав В. М. Кавун;
- назвати ім'ям В. М. Кавуна одну з вулиць міста Житомир;
- надати ім'я В. М. Кавуна середній загальноосвітній школі № 22 міста Житомир;
- встановити бюст В. М. Кавуна у дворі середньої школи № 22 міста Житомир;
- назвати ім'ям В. М. Кавуна одну з вулиць міста Новоград-Волинський;
- встановити п'ять іменних стипендій імені Кавуна В. М. для студентів Житомирського національного агроекологічного університету;
- підготувати та видати книги спогадів про В. М. Кавуна Управленню у справах преси та інформації Житомирської обласної ради.[5]

На честь Василя Кавуна назвали вулицю в селі Шляхова, де він проживав і працював довгі роки.